# 林奇山
林奇山（英語：Mount Lynch），是南極洲的山峰，位於維多利亞地的斯科特海岸，處於舒普峰和比肖普峰之間，屬於蘭帕特嶺的一部分，海拔高度3,340米，現時由南極條約體系管理。